# ゴッド・アーミー/悪の天使
『ゴッド・アーミー/悪の天使』（ - あくのてんし、原題：God's Army）は、1994年にアメリカで製作されたオカルト・ホラー映画。1995年にはCGや新シーンを追加し、再編集した「プロフェシー　ゴッド・アーミー全米公開版」（原題：The Prophecy）がビデオにてリリースされた。

## 概要
本作は『ハイランダー 悪魔の戦士』や『バックドラフト』で脚本を手掛けたグレゴリー・ワイデンの初映画監督作品である。「神が人間を愛することに嫉妬した天使達が、天国で再び戦争を起こす」という設定を主軸にし、神への信仰がテーマとなっている。作中にはキリスト教の宗教知識が多く用いられている。
キャストにはクリストファー・ウォーケンを始め、エリック・ストルツやヴァージニア・マドセンといった個性派が揃い、作品を盛り上げている。特にウォーケン演じるガブリエルは、熾天使としての威厳を持ちつつ悪の天使としての恐ろしさも兼ね備え、どこか寂しさを漂わせるキャラクターとして突出している。また、後に『ロード・オブ・ザ・リング』のアラゴルン役で注目を集めたヴィゴ・モーテンセンも出演している。
本作の特徴として重力を無視した不思議な“天使座り”、ガブリエルの投げキスで死体が燃え上がるシーンなどの演出が有名。
日本でも一部の映画ファンから人気を博すカルト映画である。

## ストーリー
信仰心の揺らぎから聖職を辞めたトーマス刑事。ある日彼は本来担当外であるはずの事件の現場に担当として呼ばれ、そこで奇妙なことにかつて自分が書いた天使に関する論文と、ホーソン大佐の死亡記事に印の付けられたアリゾナ州チムニー・ロックの地方新聞を見つける。しかし一番奇妙だったのは被害者の遺体だった。その遺体には眼窩はあるものの眼球や視神経が存在せず、骨の組成や血液の成分などは胎児のそれに酷似している上、半陰陽（両性具有）だったのだ。
遺体の所持品の聖書には天国で二度目の戦争が起こったことを語る、存在しないはずの「ヨハネの黙示録 第23章」が記されていた。遺体の首筋と聖書には同じ刻印が刻まれていた。印の意味は「大天使ガブリエルの僕、天使ウジエル」。遺体は天使のものだったのだ。
その頃、チムニー・ロックの教会に安置されたホーソン大佐の棺の前には、天使シモンが現れていた。彼は事件が起こる前にトーマスの前に現れた男であり、ウジエルを殺した張本人でもあった。戦争で大量虐殺を繰り返してきたホーソン大佐の「この世でもっとも邪悪な魂」は、天国では最強の戦士となりうる。ウジエルに襲われ瀕死の傷を負っていたシモンはその魂を、天国で戦争を引き起こした天使達に渡さないためにネイティブ・アメリカンの少女マリアの体内に隠す。
神父風の黒い上着を羽織った一人の男が、事件現場に現れた。男はそこに残された血の匂いを嗅ぎそれを舐め、それがシモンのものであることを知ると、笑った。この男こそ天国で戦争を起こした「死の天使」、大天使ガブリエルだった。
再び奇妙な事件が、トーマスの警察署で起こった。安置所で例の遺体が何者かによって燃やされ、事件の証拠品もすべて盗まれたのだ。トーマスはこれらの事件の真相を明らかにすべく、一人チムニー・ロックへと向かう……。

## キャスト
※括弧内は日本語吹替（VHS版）
- ガブリエル - クリストファー・ウォーケン（小川真司）
- トーマス・ダゲット - イライアス・コティーズ（大塚芳忠）
- シモン - エリック・ストルツ（関俊彦）
- キャサリン・ヘンリー - ヴァージニア・マドセン（土井美加）
- ルシファー - ヴィゴ・モーテンセン（金尾哲夫）
- レイチェル - アマンダ・プラマー
- ジェリー - アダム・ゴールドバーグ

## プロフェシー　ゴッド・アーミー全米公開版
全米公開版として新しいシーンの追加・カットが行われており、エンディングの音楽がスキッド・ロウの「Breakin' Down」に変更されたもの。
代表的な変更は、プロローグシーンの差し替え（ゴッド・アーミーではブランコに乗っている幼い時のトーマスにルシファーが語りかけていたものが、プロフェシーではシモンのモノローグに変わっている。）や、クライマックスでのコンピューターグラフィックスの追加などである。

## シリーズ
- ゴッド・アーミー/復讐の天使 -The Prophecy II-
- ゴッド・アーミー 聖戦 -The Prophecy 3: The Ascent-
- The Prophecy: Uprising
- The Prophecy: Forsaken

UprisingとForsakenは日本では未発表。またこの2作にはクリストファー・ウォーケンは出演していない。またファンの自作作品だが「ヘル・レイザー」とクロスオーバーした「Hellraiser: Prophecy」という作品もある。

## サウンドトラック
映画公開より10年以上のブランクを経て、サウンドトラックCDが発売された。（日本では輸入盤のみ。）
- タイトル：「The Prophecy」
- 作曲者：デヴィッド・C・ウィリアムズ
- レーベル：Perseverance
- 発売日：2006年7月18日
- 曲数/分数：28曲/61分38秒

## その他
- 1996年 サターン・アワード 最優秀ホラー映画作品賞/最優秀助演男優賞（クリストファー・ウォーケン）ノミネート
- 第60回ヒューゴー賞短編小説部門、第35回星雲賞海外短編部門を受賞した「地獄とは神の不在なり」（収録：『あなたの人生の物語』ハヤカワ文庫　ISBN 4-15-011458-7）について作者のテッド・チャンは「この映画を見たあとで天使にまつわる話が書きたくなった」と述べている。
- 日本での本作のDVD発売は2009年3月27日に実現。　これにより世界で初めてゴッド・アーミー（オリジナル）版がDVD化された。